# Basketball Club Kalev/Cramo
Il BC Kalev/Cramo è una società cestistica avente sede a Tallinn, in Estonia. Fondata nel 1998, nel 2005 si fuse con il Kalev, assumendo la denominazione attuale. Gioca nel campionato estone.
Disputa le partite interne nella Saku Suurhall Arena, che ha una capacità di 7.200 spettatori.

## Roster 2024-2025
Aggiornato al 21 Aprile 2025.
|    | Naz.                      | Ruolo | Sportivo       | Anno | Alt. | Peso |  |
| -- | ------------------------- | ----- | -------------- | ---- | ---- | ---- |  |
| 0  | Stati Uniti (bandiera)    | P     | Arik Smith     | 1993 | 186  | 88   |  |
| 2  | Estonia (bandiera)        | P     | Kasper Suurorg | 2002 | 200  | 82   |  |
| 3  | Estonia (bandiera)        | G     | Kaspar Kitsing | 2001 | 200  | 90   |  |
| 4  | Costa d'Avorio (bandiera) | C     | Patrick Tapé   | 1998 | 208  | 100  |  |
| 7  | Estonia (bandiera)        | G     | Stefan Vaaks   | 2005 | 198  | 90   |  |
| 8  | Estonia (bandiera)        | A     | Tanel Kurbas   | 1988 | 198  | 90   |  |
| 10 | Estonia (bandiera)        | A     | Hugo Toom      | 2002 | 200  | 98   |  |
| 11 | Estonia (bandiera)        | AP    | Leemet Böckler | 2001 | 198  | 95   |  |
| 12 | Estonia (bandiera)        | A     | Gregor Kuuba   | 2003 | 200  | 95   |  |
| 13 | Estonia (bandiera)        | AG    | Kregor Hermet  | 1997 | 205  | 105  |  |
| 15 | Lettonia (bandiera)       | AG    | Anrijs Miška   | 200  | 206  | 103  |  |
| 22 | Estonia (bandiera)        | G     | Martin Dorbek  | 1991 | 193  | 87   |  |
| 33 | Lettonia (bandiera)       | C     | Mārtiņš Meiers | 1991 | 208  | 105  |  |

### Staff tecnico
| Allenatore: | Indrek Reinbok                |
| Assistenti: | Kristjan Kangur, Kris Killing |

## Palmarès
- Campionato estone: 15

2004-2005, 2005-2006, 2008-2009, 2010-2011, 2011-2012, 2012-2013, 2013-2014, 2015-2016, 2016-2017, 2017-2018, 2018-2019, 2020-2021, 2022-2023, 2023-2024, 2024-2025
- Coppa di Estonia: 10

2005, 2006, 2007, 2008, 2015, 2016, 2020, 2022, 2024, 2025
- Lega Lettone-Estone: 1

2020-2021